# Пандо (департамент)
Пандо (исп. Pando) — департамент Боливии.
Площадь — 63 827 км². Население 81 160 (оценка 2010).
Административный центр — город Кобиха. Департамент был основан 24 сентября 1938 года. Он находится в бассейне река Амазонка, в малонаселённых джунглях. Основная промышленность — производство каучука.

## География
Регион Пандо расположен на высоте 280 метров над уровнем моря. В северо-западной части региона — джунгли. Пандо расположен в дождливой части Боливии, в районе тропических лесов. Большую часть года климат жаркий, с температурой обычно выше 26 градусов по Цельсию (80 по Фаренгейту). Пандо является наименее населённым департаментом в Боливии, большинство тропических (лежащие ближе к экватору в Амазонии), и самых изолированных районов, расположено в этом регионе Боливии. Характерно полное отсутствие нормальных дорог, связывающих её с остальной частью страны. Департамент делится на 5 провинций. Административный центр Кобиха является наименее населённой столицей среди всех департаментов Боливии.

## История
Департамент Пандо назван в честь президента страны в 1899—1905 гг. — Жозе Мануэля Пандо. В настоящее время состоит из 5 провинций.
Пандо была основана в начале XX века из того, что осталось от территории Акри, утерянной Боливией в результате конфликтов 1903 года. Её столица — город Кобиха (наименьший из всех боливийских столиц департаментов) был назван в честь мучительно утерянного и совсем не забытого народом боливийского порта, с тем же названием на побережье Тихого океана. Этот район в настоящее время находится в Чили, также утерянный после войны на Тихом океане.
Хотя и можно говорить об отсталых коммуникациях и чрезвычайной отдалённости региона Пандо, но всё же регион никогда не был «заброшенным медвежьим углом». В XIX веке в плотных тропических лесах прорубили дороги и стали выстраивать судоходные водные пути, ведущие к реке Амазонке, а оттуда на Атлантический океан. Это был период рассвета для региона. В конце XIX века в департаменте начался каучуковый бум. В Америке стали говорить о регионе, как о столице каучука (город Рибералта и по сей день называют столицей каучука). В конце XIX и начале XX века Пандо, наряду с северной частью близлежащего департамента Бени, активно включился в торговлю и транспортировку каучука. Однако столь внезапный взлёт, в XX веке сошёл на нет, когда произошли серьёзные изменения в промышленном изготовлении синтетического каучука. Со временем Пандо утратил своё уникальное значение и вернулся в состояние размеренной жизни лесного тропического региона.

## Население
| Язык                    | Количество |
| ----------------------- | ---------- |
| Испанский               | 45 969     |
| Иностранные             | 7719       |
| Аймара                  | 1848       |
| Кечуа                   | 1708       |
| Другой родной           | 861        |
| Гуарани                 | 35         |
| Испанский и иностранный | 44 491     |
| Родной и испанский      | 3676       |
| Только родной           | 336        |

## Административное деление
Департамент Пандо делится на 5 провинции:
| № | Провинция                       | Административный центр                        | Площадь, км² | Население, чел. (2010) |
| - | ------------------------------- | --------------------------------------------- | ------------ | ---------------------- |
| 1 | Абуна (Abuná)                   | Санта-Роса-де-Абуна (Santa Rosa de Abuná)     | 7 468        | 3 729                  |
| 2 | Федерико-Роман (Federico Román) | Форталеса (Fortaleza)                         | 13 200       | 3 600                  |
| 3 | Мадре-де-Диос (Madre de Dios)   | Пуэрто-Гонсало-Морено (Puerto Gonzalo Moreno) | 10 879       | 12 290                 |
| 4 | Манурипи (Manuripi)             | Пуэрто-Рико (Puerto Rico)                     | 22 461       | 10 164                 |
| 5 | Николас-Суарес (Nicolás Suárez) | Порвенир (Porvenir)                           | 9 819        | 51 377                 |

## Референдум
Вдали от центров власти в боливийском обществе, Пандо недавно связала свою судьбу с судьбой департаментов Санта-Крус и Бени, которые (наряду с Тариха и Чукисака) требуют большей автономии для департаментов за счёт центрального правительства. Значительные социальные волнения произошли в 2008 году, что привело к массовым беспорядкам и арестам в сентябре этого года. Кульминацией стал захватывающий арест префекта (губернатора) Пандо — Леопольдо Фернандеса. Произошло это, когда мятежные префекты и «гражданская оппозиция» согласились сесть за стол переговоров. На следующий день префект Пандо Леопольдо Фернандес и несколько его ближайших сотрудников были арестованы по обвинению в организации бойни на реке Тауаману. Префекты «Полумесяца» опять прервали диалог, ультимативно требуя освобождения политзаключённых. В том же 2008 году был проведён референдум, где более 80 % жителей Пандо (такие же референдумы состоялись и в Бени и Санта-Крус) проголосовали за увеличение самостоятельности своих регионов. Президент Боливии Эво Моралес обвинил губернаторов департаментов в сепаратизме и стал планировать с помощью всенародного голосования отстранить их от власти.
Тем самым Пандо последовал примеру наиболее экономически развитого департамента Санта-Крус, который первым бросил вызов правительству. Более 85 % его жителей 4 мая 2008 проголосовали за самоуправление. «Мятежные» регионы ратуют за большую самостоятельность от центральных властей с тем, чтобы получить возможность эффективнее распоряжаться своими собственными доходами, иметь собственную законодательную и судебную ветви власти, правоохранительные органы и при необходимости заключать международные соглашения с другими странами.
Правительство не признаёт референдумы в регионах, называя сепаратистскими их планы относительно автономии, и считает, что они ведут к расколу страны. В качестве ответной меры президент Боливии Эво Моралес вынес на всенародное голосование вопрос о доверии ему и губернаторам девяти департаментов. Таким образом, он надеется отстранить их от власти и изменить расклад политических сил в свою пользу.

## Экономика
Хотя Пандо богат природными ресурсами, уровень бедности её жителей является высоким, главным образом из-за отсутствия дорог, надёжной связи провинции с остальной частью страны, наличие тропических болезней, типичных для жизни в амазонских лесах. Основными видами экономической деятельности являются: сельское хозяйство, лесная промышленность, заготовка и переработка крупного рогатого скота.

## Культура
В культурном и этническом плане пандинос (население Пандо) считаются частью культуры Камба (Camba) боливийской низменности. В национальных одеждах, привычках, манерах и особенностях языка, они похожи на население двух соседних тропических департаментов: Бени и Санта-Крус. И действительно многие из первых поселенцев Пандо переехали туда из близлежащего Бени. В отношении народа этого региона в последнее время употребляют термин «нация Камба». Лингвисты отмечают, что диалект Камба (Camba), а также обычаи жителей тропических низменностей Боливии, сильно отличаются от горного региона и находят очень много сходств с андалузским диалектом языка.
Несмотря на свою бедность, пандинос (вместе с Бени и Санта-Крус) традиционно испытывают определённое недоверие, и довольно часто презрение андской культуре, считая себя возвышеннее и чище, чем испанские кечуа и аймараговорящее население нагорья. Значительная часть недоверия и обиды распространяется против центрального правительства, которое якобы сделало очень мало для строительства дорог, школ и интегрирования Пандо в экономику и политическую жизнь страны.

## Тропические болезни
Департамент Пандо известен множественными случаями заражения жёлтой лихорадкой. Это особо опасное заболевание, вызываемое арбовирусом.
Вирус попадает в организм человека при укусе комара, который может получить его от больного человека или животного. Кровь разносит вирус по всему организму: в печень, селезёнку, почки, костный мозг, лимфатические узлы, вызывая их поражение.
От момента укуса комара, до появления первых симптомов заболевания проходит от 3 до 6 суток. Особо опасны в регионе Пандо: дикий москит Mansonia venezuelansis, а также москиты Aedes aegypti и Anopheles quadrimaculatus. Как правило, болезнь начинается внезапно с появления сильной головной боли, болей в пояснице, руках и ногах. Температура тела поднимается до 39-40 °C. Затем появляются тошнота, рвота, развивается желтуха (кожа и склеры приобретают желтоватый оттенок). Очень характерно для жёлтой лихорадки развитие тромбогеморрагического синдрома — в мелких сосудах образуется много микротромбов, поэтому органы плохо кровоснабжаются и нарушается их работа, в то же самое время развивается повышенная кровоточивость — появляется кровавая рвота, кровотечения из носа, кровавый понос, синяки на коже. Развитие острой почечной недостаточности (тяжелое поражение почек) или инфекционно-токсического шока может привести к смерти.
Больных обязательно помещают в стационар и изолируют. В настоящее время основное лечение направлено не на борьбу с вирусом, а на поддержание сил организма и борьбу с осложнениями. Больные находятся на строгом постельном режиме. В тяжелых случаях им вводят гормональные препараты (глюкокортикоиды). Если почки отказываются работать, больных подключают к аппарату «искусственной почки» — проводят гемодиализ. Несмотря на проводимое лечение, в регионе Пандо умирает от 5 до 10 % больных.
В регионе зафиксированы случаи инфекции, вызванные вирусом Майяро. Этот вирус был выделен у дикого москита Mansonia venezuelansis. Отмечается, что заболевания лихорадкой Майяро, зарегистрированные в регионе Пандо, были более тяжелые, нежели в других странах Америки, есть случаи, заканчивающиеся смертью больного.
Репелленты помогают спастись от комаров, но прививка — более надежная защита. Поэтому все люди, намеревающиеся посетить департамент Пандо, должны быть вакцинированы.